# На Златном језеру
На Златном језеру (енгл. „On Golden Pond“) је америчка љубавна драма о породичним односима и страху од смрти, са Хенријем Фондом и Кетрин Хепберн у главним улогама. Обоје су за своје изведбе били награђени Оскарима. Фонди је то био први Оскар, али последњи филм у каријери.

## Кратак садржај
Норман и Етел Тајер су необичан брачни пар. Он је мрзовољан и заједљив, песимистичан у погледу своје будућности због веома слабог срца. Она је енергична, весела и пријатна жена, која ужива у животу и лако подноси своје шездесете. Почетком лета, њих двоје долазе у свој летњиковац на Златном језеру, за који их вежу бројне успомене и где су летовали последњих четрдесет година. Етел кришом позива њихову кћерку на Норманов осамдесети рођендан, пребацујући јој да треба чешће да их обилази. Средовечна Челси упознаје родитеље са својим будућим супругом Билом и његовим сином из првог брака, Билијем. Након неколико напетих дана, проведених са родитељима, Челси им говори да ће она и Бил отпутовати у Европу, а да ће Били морати да остане код њих, на Златном језеру следећих месец дана. Неваспитани дечак у почетку не жели да време проводи са старим људима, али они убрзо проналазе начина да окупирају сву његову пажњу. После месец дана, односи међу њима биће потпуно промењени. Након неколико незгода и свађа, дечак ће разбити предрасуде које је имао у вези старијих особа, да су досадне и напорне. Челси ће схватити да је крајње време да стави тачку на несугласице између ње и њеног оца, које су обележиле њено детињство. Након што је Норман преживео слабији срчани напад, Етел је била видно потресена и уплашена, рекавши да је тек сада истински остетила смрт. На супругово питање какав је осећај, смиривши се, одговорила је: „Утешан је осећај. Можда и није тако лоше место да се оде.“ Као главни лајтмотив филма провлачи се мисао о љубави која не зна за године и која баш с временом зрели и постаје јача.

## Награде и признања
Филм је био номинован за десет Оскара, а освојио је три:
- Оскар за најбољи филм
- Оскар за најбољег редитеља - Марк Рајдел
- Оскар за најбољег главног глумца – Хенри Фонда (освојио)
- Оскар за најбољу главну глумицу – Кетрин Хепберн (освојила)
- Оскар за најбољу споредну глумицу – Џејн Фонда
- Оскар за најбољи адаптирани сценарио – Ернест Томпсон (освојио)
- Оскар за најбољу камеру
- Оскар за најбољу музику
- Оскар за најбољу монтажу
- Оскар за најбољи звук

Од других значајних награда, истиче се шест номинација за Златни глобус (три победе: Хепберн, Хенри Фонда, најбољи филм), шест номинација за Награду BAFTA (само Хепбернова награђена) и номинација за Греми за најбољу музику направљену за филм.
Амерички филмски институт прогласио је На Златном језеру за један од најромантичнијих и најрадоснијих филмова свих времена, као и за један од филмова са најбољом музиком. На листи 100 најбољих филмских реченица налази се једна из овог филма, а изговорила је Кетрин Хепберн: „Слушај ме господине! Ти си још увек мој витез у сјајном оклопу, и не заборави то! Вратићеш се на свог коња и ја ћу бити иза тебе, пригрлићу те чврсто и одјахаћемо далеко, далеко...“
Поред изузетног успеха код филмских критичара, На Златном језеру је остварио огроман успех на благајнама широм света, те је био други филм са највећом зарадом 1982. године.

## Улоге
| Глумац         | Улога        |
| -------------- | ------------ |
| Хенри Фонда    | Норман Тајер |
| Кетрин Хепберн | Етел Тајер   |
| Џејн Фонда     | Челси Тајер  |
| Даг Макион     | Били Реј     |
| Дабни Колман   | Вилма        |